# Robert Henderson (homme politique canadien)
Pour les articles homonymes, voir Henderson.
Robert Henderson (né le 21 juillet 1961 à Halifax en Nouvelle-Écosse) est un homme politique canadien. Il représente la circonscription de O'Leary-Inverness à l'Assemblée législative de l'Île-du-Prince-Édouard depuis l'élection du lundi 28 mai 2007.
Il est le fils de l'ancien député George Henderson.